# Pierre Zucca

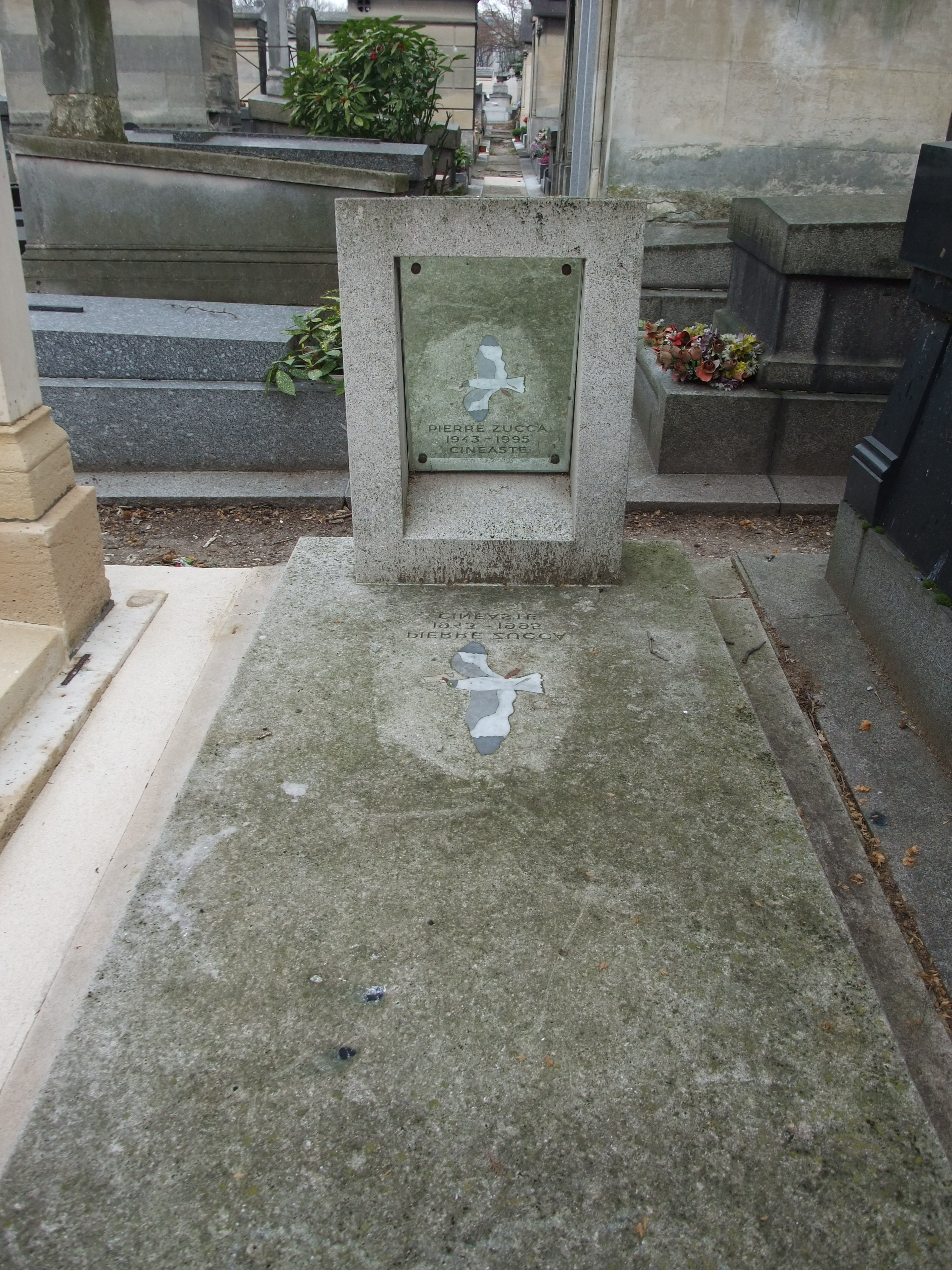
Grabstein von Pierre Zucca (Père Lachaise)

Pierre Zucca (* 10. Juli 1943 in Paris; † 15. Januar 1995 ebenda) war ein französischer Standfotograf, Regisseur und Drehbuchautor.

## Leben und Werk
Pierre Zucca wurde als Sohn von André Zucca geboren. Er fotografierte Filmstills für zahlreiche Autorenfilme. Als Filmfan, Freund von Jean Eustache und Jean-André Fieschi gab er 1963 sein Debüt bei dem Film Judex von Georges Franju. Er fotografierte unter anderem am Filmset von Die Nonne von Jacques Rivette, der Trans-Europ-Express von Alain Robbe-Grillet, Der Wolfsjunge von François Truffaut und Meine kleinen Geliebten von Jean Eustache. In Truffauts Film Die amerikanische Nacht spielt er den Standfotografen Pierrot. Mit der Leica um den Hals war Pierre Zucca bekannt dafür, dass er heimlich und diskret (in den Worten von Claude Chabrol) seine Arbeit machte, ohne den Ablauf am Filmset zu behindern. Zucca führte neben seiner fotografischen Tätigkeit Regie. Sein erster langer Film war Vincent legte den Esel auf eine Wiese (und ging auf die andere) (1976). Roberte (1979) entstand in Zusammenarbeit mit Pierre Klossowski, mit dem Zucca eng befreundet war. Rouge-gorge wurde 1985 veröffentlicht und Alouette, je te plumerai 1988. Pierre Zucca war zudem Drehbuchautor und Regisseur von Kurzfilmen.
Pierre Zucca wurde auf dem Friedhof Père-Lachaise (Abschnitt 59) in Paris beigesetzt.